# 太田剛
太田 剛（おおた つよし、1961年‐）は、日本の実業家である。株式会社ハブ代表取締役社長。兵庫県神戸市出身。

## 経歴
大阪経済大学経営学部卒業後、ダイエーの子会社だった（旧）株式会社ハブに入社。1998年に現在の株式会社ハブが設立され、取締役営業本部長等を経て、2009年に代表取締役社長に就任。